# Дмитриев, Алексей Павлович
Дмитриев, Алексей Павлович (род. 03 апреля 1928 г., Москва) — советский и российский учёный-горняк, специалист в области физических процессов горного производства, один из создателей этого научного направления. Доктор технических наук, профессор Московского горного института. Лауреат Государственной премии СССР, заслуженный деятель науки и техники РСФСР.

## Биография
Окончил Московский горный институт (сейчас — Горный институт НИТУ «МИСиС») в 1951 г. Работал в системе цветной металлургии СССР и высшей школы Монгольской Народной Республики.
В 1951—1954 гг. — младший научный сотрудник Научно-исследовательского горнорудного института Главцинксвинца Министерства цветной металлургии СССР;
С 1954 г. — в Московском горном институте: 1954—1966 — аспирант, старший инженер, старший научный сотрудник, доцент, профессор.
В 1961—1962 — старший преподаватель-консультант Экономического института Монгольской Народной Республики.
В 1966—1994 гг. — зав. кафедрой «Физика горных пород и процессов» МГИ, 1967—1968 гг. — декан физико-технического факультета, 1968—1994 гг. — проректор по научной работе, с 1994 г. — профессор кафедры ФГПиП, советник ректора.

## Научная деятельность
Специалист в области физических процессов горного производства. Один из создателей нового научного направления в горном деле — физические процессы горного производства.
Разработал модельные представления о поведении горных пород в температурном поле, шкалу их термобуримости, технические средства для бурения взрывных скважин. Участвовал в создании методов оценки техногенных минеральных ресурсов на их пригодность к использованию.

## Избранные труды
- Основы горного дела и обогащения полезных ископаемых [Текст] : [Учеб. пособие для горных вузов и фак.] / Б. М. Воробьев, В. В. Бриллиантов, А. П. Дмитриев. — Москва : Недра, 1966.
- Физические свойства горных пород при высоких температурах [Текст] / А. П. Дмитриев, Л. С. Кузяев, Ю. И. Протасов, В. С. Ямщиков. — Москва : Недра, 1969.
- Дмитриев, Алексей Павлович. Термодинамические процессы в горных породах [Текст] : Упражнения и задачи / А. П. Дмитриев, Л. С. Кузяев ; Под науч. ред. чл.-кор. АН СССР проф. В. В. Ржевского ; М-во высш. и сред. спец. образования СССР. Моск. горный ин-т. — Москва : [б. и.], 1970
- Термодинамика горных пород [Текст] : [Учеб. пособие] / М-во высш. и сред. спец. образования СССР. Моск. горный ин-т. — Москва : [б. и.], 1971. Ч. 2: Термокинетика горных пород / А. П. Дмитриев, С. А. Гончаров. — 1971
- Дмитриев, Алексей Павлович. Термоэлектрофизическое разрушение горных пород [Текст] : [Учеб. пособие] / А. П. Дмитриев, С. А. Гончаров, Л. С. Кузяев ; М-во высш. и сред. спец. образования СССР. Моск. горный ин-т. — Москва : [б. и.], 1973
- Термоэлектрофизическое разрушение горных пород [Текст] : [Учеб. пособие] / А. П. Дмитриев, С. А. Гончаров, Л. С. Кузяев ; М-во высш. и сред. спец. образования СССР. Моск. горный ин-т. — Москва : [б. и.], 1973-. Ч. 1: Основы термодинамики горных пород. — 1973
- Термоэлектрофизическое разрушение горных пород [Текст] : [Учеб. пособие] / А. П. Дмитриев, С. А. Гончаров, Л. С. Кузяев ; М-во высш. и сред. спец. образования СССР. Моск. горный ин-т. — Москва : [б. и.], 1973-. Ч. 2: Тепловые и комбинированные способы разрушения горных пород. — 1975.
- Дмитриев, Алексей Павлович. Термическое и комбинированное разрушение горных пород [Текст]. — Москва : Недра, 1978.
- Дмитриев, Алексей Павлович. Физические методы разрушения горных пород : Учеб. пособие / А. П. Дмитриев, Г. А. Янценко. Ч. 1. Тепловые методы разрушения. — М. : МГИ, 1980.
- Дмитриев, Алексей Павлович. Физические методы разрушения : Учеб. пособие. Ч. 2. Электрические и комбинированные методы разрушения / А. П. Дмитриев, К. И. Наумов, Г. А. Янченко. — М. : МГИ, 1982.
- Дмитриев, Алексей Павлович. Термо-динамические процессы в горных породах : [Учеб. для спец. «Физ. процессы горн. пр-ва»] / А. П. Дмитриев, С. А. Гончаров. — М. : Недра, 1983.
- Дмитриев, Алексей Павлович. Термодинамические процессы в горных породах : [Учеб. по спец. «Физ. процессы горн. и нефтегазового пр-ва»] / А. П. Дмитриев, С. А. Гончаров. — 2-е изд., перераб. и доп. — М. : Недра, 1990.
- Дмитриев, Алексей Павлович. Термическое разрушение горных пород [Текст] / А. П. Дмитриев, С. А. Гончаров, Л. Н. Германович. — Москва : Недра, 1990.
- Дмитриев, Алексей Павлович. Физические принципы управления технологическими параметрами горных пород : Учеб. пособие / А. Р. Дмитриев, М. Г. Зильбершмидт ; Моск. горн. ин-т. Ч. 1. — М. : МГИ, 1990
- Дмитриев, Алексей Павлович. Академик В. В. Ржевский — основатель научного направления «Физика горных пород и процессов» : К 80-летию со дня рождения : Прил. к горн. информ.-аналит. бюл. / А. П. Дмитриев. — Москва : Изд-во МГГУ, 2000.
- Дмитриев, Алексей Павлович. Разрушение горных пород / А. П. Дмитриев. — М. : Изд-во Моск. гос. горного ун-та, 2004
- Городниченко, Василий Иванович. Основы горного дела : учебник для студентов вузов, обучающихся по направлению «Горное дело» (квалификация — бакалавр техники и технологии) и по специальности «Физические процессы горного или нефтегазового производства» направления подготовки «Горное дело» / В. И. Городниченко, А. П. Дмитриев. — Москва : Горная кн. : Изд-во Московского гос. горного ун-та, 2008.

## Награды и звания
- Заслуженный деятель науки и техники РСФСР (1989);
- Государственной премии (1996).